# Rhodésie aux Jeux olympiques d'été de 1928
La Rhodésie du Sud (mais présenté sous le nom Rhodésie) participe pour la première fois aux Jeux olympiques en envoyant deux boxeurs pour les Jeux olympiques d'été de 1928 organisés à Amsterdam.

## Athlètes engagés par sport

### Boxe
- Cecil Bissett
- Leonard Hall